# Lamprolopha
Lamprolopha là một chi bướm đêm thuộc họ Noctuidae.